# 곽노현
곽노현(郭魯炫, 1954년 8월 7일~)은 대한민국의 법학자이며, 제18대 서울특별시교육감을 역임하였다.  
한국방송통신대학교 법학과 교수로 있다가 2010년 서울특별시교육감에 당선되었다.

## 생애
1954년 8월 7일 서울에서 출생하였다. 1972년에 경기고등학교를 졸업하였고, 1976년에 서울대학교 법과대학을 졸업했으며, 1984년에 미국 펜실베이니아 대학교 법학대학원 법학 석사 학위를 받았다. 
1991년 3월부터 한국방송통신대학교 법학과 교수로 활동하기 시작했다. 1997년에는 5·18특별법 제정을 위한 범국민대책위원회 대변인으로 활동한 공로를 인정받아 5∙18 시민상을 받았다.
2000년 6월, 삼성에버랜드 전환사채 저가 배정 사건과 관련하여 법학 교수 43명과 함께 이건희 회장 등 33명을 특정경제범죄가중처벌법의 업무상 배임죄로 고발하였다.
2000년에 인권연대 교육위원을 맡는 등 인권문제에 크게 관심을 기울이기 시작하였고, 그 다음해에는 국가인권위원회 위원이 되어 활동하였으며, 2005년에는 국가인권위원회 사무총장직을 맡았다. 2009년 경기도학생인권조례제정 자문위원장을 맡으면서 경기도 학생인권조례 제정에 참여하였고, 2010년에 6.2 지방선거에 서울특별시 교육감 후보로 출마하여 당선되었다.

## 학력
- 1972년 경기고등학교 졸업
- 1976년 서울대학교 법학 학사
- 1984년 펜실베이니아 대학교 법학대학원 법학 석사

## 경력
- 2010년 7월~2012년 9월 제18대 서울특별시교육청 교육감
- 2009년 1월 경기도 학생인권 조례제정 자문위원회 위원장
- 2008년 7월 탈시설정책위원회 위원장
- 2008년 5월 국제민주연대 공동대표
- 2007년 11월 토지+자유연구소 이사
- 2007년 7월~2009년 3월 상지대학교 임시이사
- 2007년 6월 기업책임시민센터 이사
- 2005년 1월~2007년 1월 국가인권위원회 사무총장
- 2003년 6월~2003년 11월 대통령자문 정책기획위원회 위원
- 2003년 1월~2003년 2월 대통령직 인수위원회 자문위원
- 2000년 11월~2003년 2월 서울지방노동위원회 공익위원
- 2001년 10월~2003년 1월 국가인권위원회 비상임 위원
- 2000년 9월 장애우권익문제연구소 연구자문위원회 위원장
- 2000년 2월 인권연대 운영위원
- 2000년 1월~2003년 2월 서울지방노동위원회 공익위원
- 1998년 9월~2001년 9월 교육인적자원부 교육규제완화위원회 위원
- 1998년 8월~2001년 5월 올바른 국가인권기구 실현을 위한 민간단체공동대책 위원회 상임집행위원장
- 1998년 6월~1999년 7월 민주화를 위한 전국교수협의회 공동의장
- 1998년 5월~2000년 5월 노동자기업인수지원센터 자문위원장
- 1995년 7월~1999년 7월 민주화를위한전국교수협의회 공동의장, 정책위원장, 대외협력위원장
- 1995년 1월~1998년 12월 인권운동사랑방 운영위원
- 1991년 7월~1994년 5월 민주주의법학연구회 회장
- 1991년 7월~2010년 6월 한국방송통신대학교 법학과 교수

## 논란

### 무상급식 논란
2011년 오세훈의 무상급식 정책 논란 및 지원범위에 관한 주민투표에서 소득 구분없는 전면 무상급식을 주장했다. 저소득층 하위 50%만을 지원하겠다고 주장한 전 서울시장 오세훈과 갈등을 빚고 오세훈의 주민투표 발의로 주민투표가 실시하였지만 33.3% 가 되지 못하여  주민투표 무산 무상급식 실시 하게 됨

## 수상
- 2010년 매니페스토 약속대상 교육감 선거공약서부문 대상
- 1997년 5.18시민상

## 저서
단독 저서
- 《사회보장법》2010년 ISBN 9788920929946
- 《인권법》2008년 ISBN 9788920925993
- 《영상강의 수강교재 사회보장법》 2004년 ISBN 8920909571
- 《영상강의 수강교재 노동법. 2》 2002년 ISBN 9788920910067
- 《영상강의 수강교재 노동법. 1》 2002년 ISBN 8920910057

공저
- 《국가의 품격》 2010년 ISBN 9788935661671

## 같이 보기
- 무상급식
- 무상급식 주민투표